# 布欽 (舊維日夫卡區)
51°25′18″N 24°35′34″E / 51.42167°N 24.59278°E
布欽（烏克蘭語：Буцинь）是位於烏克蘭西部沃倫州裏科韋利區的村莊，始建於1797年，面積5.19平方公里，海拔高度174米，2001年人口1,181，人口密度每平方公里227.42人。